# 9022 Drake
9022 Drake eller 1988 PC1 är en asteroid i huvudbältet som upptäcktes den 14 augusti 1988 av det amerikanska astronom paret Eugene M. och Carolyn S. Shoemaker vid Palomar-observatoriet. Den är uppkallad efter amerikanen Michael J. Drake.
Asteroiden har en diameter på ungefär 7 kilometer.